# Bart van Pelt
Norbertus Joannes (Bart) van Pelt (Tilburg, 24 februari 1889 – Amsterdam, 22 december 1958) was textielarbeider, NVV-vakbondsbestuurder en invloedrijk sociaaldemocratisch gemeenteraadslid in een door de katholieke kerk gedomineerde omgeving.

## Vormingsjaren
Van Pelt was de oudste zoon in een vroom Rooms-katholiek gezin met zes kinderen in de Tilburgse buurtschap Hasselt. Zijn moeder was dochter van een keuterboer en zijn vader een thuiswever. Vader betrok zijn garen van de fabriek en bracht er de geweven stukken heen terug. De leefomstandigheden waren zwaar; grootvader Van Pelt werd niet ouder dan vijftig. Vader van Pelt gaf op enig moment het thuisweven op om in loondienst te treden bij de lakenfirma Elias. 
Bart ontving zijn onderwijs op een school van de Fraters van Tilburg. Buiten schooltijd sprokkelde hij hout in het buitengebied en verzamelde hij dennennaalden, voor in de dierenhokken bij huis. Na zijn eerste communie ging hij werken in dezelfde fabriek als zijn vader, waar hij voor een werkweek van 84 uur een schamele 1,45 gulden ontving.
Toen hij in 1902 een vrouw die colporteerde met De Vrije Socialist door de jeugd met drek zag worden bekogeld en uitgejouwd, vroeg hij een frater van de zondagsschool wat die daarvan vond. Het antwoord van de frater - “dan moet deze vrouw hier maar wegblijven” - was voor Van Pelt aanleiding de zondagsschool te verlaten en van zijn zakgeld het bewuste blad te gaan kopen en lezen. 

## Vakbondswerk
In 1905, op 16-jarige leeftijd, sloot Van Pelt zich aan bij het interconfessionele Unitas, een christelijke textielarbeidersbond, waarvoor hij actief werd als bode en propagandist. In 1908 organiseerde de bond een debatavond over de vraag Kan een katholiek socialist zijn? De sprekers die het tegen elkaar opnamen waren A. Mensink van Unitas en A.F. Muller van de SDAP en het Nederlands Verbond van Vakverenigingen (NVV) in Noord-Brabant. De argumenten van Muller overtuigden Van Pelt en nog diezelfde avond besloot hij zijn lidmaatschap van Unitas te beëindigen en zich aan te sluiten bij de Algemeene Nederlandsche Bond van Textielarbeiders (ANBT) ‘De Eendracht’. Kort daarop werd hij in het afdelingsbestuur gekozen. 
In zijn omgeving raakte hij nu echt bekend als een ‘rooie’. In zijn ouderlijk huis leidde dat, met name bij zijn moeder, tot de nodige spanningen. Het werd nog erger toen in 1908 bij de firma De Beer een staking uitbrak, waarbij alle arbeiders die waren aangesloten bij De Eendracht werden ontslagen. Om hetzelfde werk te vinden moesten zij uitwijken zover als Duitsland en België. Onder druk van de fabrikanten en de geestelijkheid zegden alle leden van De Eendracht hun lidmaatschap op, zodat de afdeling moest worden opgeheven. 
In 1913 werd Van Pelt lid van de SDAP waar hij vooralsnog alleen de vergaderingen bezocht, waaronder de debatbijeenkomsten met de priesters J. v.d. Brink en H.J. van Vorst, die in die tijd volle zalen trokken. In hetzelfde jaar werd Van Pelt secretaris van de dan opgerichte Tilburgse Bestuurdersbond NVV, met een gezamenlijk ledental van circa 200 spoorwegarbeiders, sigarenmakers en textielarbeiders. Een jaar later richtte Van Pelt 'De Eendracht' herop en werd voorzitter van de afdeling Tilburg-Goirle van de ANBT. 
In 1915 schreef hij kritisch over de arbeidsomstandigheden bij zijn eigen werkgever, de firma Elias. Toen hij ook nog eens colporteerde met een brochure aan de poort van het bedrijf kreeg hij zijn ontslag. Van Pelt belandde op de (geheime) 'zwarte lijst' onder fabrikanten, waardoor hij nog maar op een beperkt aantal plekken werk kon vinden, in andere delen van de stad.

## Het 'schuifke'
In 1917 trouwde Van Pelt met Lies van Gastel, dochter van een spoorwegarbeider. Omdat ze katholiek wensten te blijven, trouwden ze voor de kerk. Hun twee dochters lieten ze dopen. In hetzelfde jaar 1917 vond een zes weken durende textielstaking plaats die leidde tot de eerste collectieve arbeidsovereenkomst (CAO) voor de textielindustrie in Tilburg, een succes voor Van Pelt. Het kwam tot stand door een goede samenwerking tussen de socialistische en de katholieke textielarbeidersbonden, respectievelijk De Eendracht en Sint Lambertus.
Deze samenwerking liep een jaar later alweer ten einde vanwege de oproep tot revolutie door Troelstra in 1918. De Nederlandse katholieke kerk verbood daarop katholieken om lid te zijn van een socialistische organisatie. Tijdens de verplichte biecht vertelden Van Pelt en zijn vrouw eerlijk dat ze lid waren van ‘verboden’ organisaties. Daarop trok de pastoor demonstratief het 'schuifke' naar beneden. Van Pelt en zijn vrouw zijn vervolgens nooit meer gaan biechten. Later, op hun sterfbed, zou aan hen beiden het sacrament van de ziekenzalving nog worden onthouden.

## Gemeentepolitiek
Na het vervullen van zijn dienstplicht als landstormman trad Van Pelt in 1918 toe tot het bestuur van de bond. In de weekenden bleef hij op zijn fiets colporteren in de omliggende plaatsen - niet zonder gevaar, wel met succes. Door Van Pelt's bedachtzame, maar standvastige optreden wist De Eendracht zich in het katholieke Tilburg blijvend te vestigen. In 1919 veroverde de SDAP voor het eerst een positie in de Tilburgse gemeenteraad, met maar liefst zeven zetels, waarbij Van Pelt een van de nieuwelingen was. Hij bleef gemeenteraadslid (met een onderbreking tijdens de Tweede Wereldoorlog) tot 1956. Vanaf 1931 was hij fractievoorzitter.
In 1923 werd Van Pelt lid van het Burgerlijk Armbestuur. Zijn komst deed een aantal katholieke bestuurders opstappen. De ‘renteniers’ onder de bestuursleden waren feitelijk zijn grootste tegenstanders. In de ruim vijfentwintig jaar dat Van Pelt zitting had in het armbestuur heeft hij velen een helpende hand kunnen toesteken, ongeacht socialist of katholiek. 

## Oorlog en daarna
Aan het begin van de tweede wereldoorlog nam Van Pelt ontslag uit de bondsdienst, omdat hij weigerde met de NSB samen te werken. Het huis van de Van Pelts was een Joods onderduikadres. Ondertussen hield hij contact met zijn politieke vrienden om na de oorlog het werk van de arbeidersbeweging weer op te kunnen pakken. Zover kwam het reeds in november 1944, na de bevrijding van Tilburg. Om carrière in de bond te kunnen maken zou een verhuizing naar Amsterdam noodzakelijk zijn, maar dat wilde zijn echtgenote niet. 
1955 was een jaar met dubbele tegenslag voor Van Pelt. Eerst overleed zijn vrouw, vrij plotseling. Daarna zag hij zijn streven om wethouder te worden gedwarsboomd door de lokale KVP. Teleurgesteld verliet hij in 1956 als nestor de gemeentepolitiek. 
Na opnieuw in het huwelijk te zijn getreden, met Mien van Ginkel de weduwe van een goede vakbondsvriend, verhuisde Van Pelt in 1957 alsnog naar Amsterdam, waar hij een jaar later kwam te overlijden. Even daarvoor had NVV-voorzitter Evert Kupers hem nog verzocht zijn levensverhaal op papier te zetten. Van Pelt schreef daarop vier schoolschriften vol met herinneringen aan zijn Brabantse tijd. Bart van Pelt werd begraven op begraafplaats Vredehof aan de Gilzerbaan  te Tilburg.

## Erkenning
- In 1971 werd in Tilburg een plein naar hem vernoemd, het Bart van Peltplein.[1]
- Jaarlijks op 1 mei (Dag van de Arbeid) wordt zijn graf bezocht door een PvdA-delegatie.[2]